# خوان بوينو
خوان بوينو هو مجدف كوبي، ولد في 10 أكتوبر 1957.

## وصلات خارجية
- خوان بوينو على موقع الاتحاد الدولي للتجديف (الإنجليزية)
- خوان بوينو على موقع اللجنة الأولمبية الدولية (الإنجليزية)
- خوان بوينو على موقع أوليمبيديا (الإنجليزية)